# Gabriel Mangin d'Ouince
Le contre-amiral Gabriel Mangin d'Ouince, né le 29 juillet 1908 à Mauvières (Indre) et décédé le 14 août 1983 à Toulon (Var), était un officier de marine français.

## Biographie
En juin 1940, il commande le sous-marin Eurydice à Oran, de 1938 à 1941. Il rejoint alors l'Indochine. Il commande notamment de 1943 à 1944 la cannonière Francis Garnier. À la base de Cam Ranh lors du coup de force japonais de 1945, il parvient à s'échapper et à tenir dans la forêt avec quelques compagnons pendant 77 jours, jusqu'à être capturé par les Japonais après la trahison d'un coolie.
En 1947, il commande la Dinassaut no 5. En août 1950, il quitte l'état-major de la Marine en Algérie pour prendre le commandement de la frégate La Surprise (classe River).
Il publie en 1955 Rôle de la Marine dans l'Union Française (17 pages in-4°), avec le Centre d’Études Asiatiques et Africaines. De 1958 à 1959, il commande l'escorteur d'escadre Duperré.
Il est nommé en octobre 1964 inspecteur des réserves chargé de l'instruction des réserves de l'armée de mer, après avoir commandé la zone maritime Atlantique sud, (nommé en août 1962). Il est placé, par anticipation et sur sa demande, en 2e section par décision du conseil des ministres du 10 novembre 1965.